# Liga Premier Nacional de Jamaica 2015-16
La Premier League Nacional de Jamaica 2015-16 será la edición número 42 de la Liga Premier Nacional de Jamaica. La temporada comenzó el 6 de septiembre de 2015 y terminó el 1 de mayo de 2016. Arnett Gardens fue el campeón defensor.

## Formato
En el torneo participarán 12 equipos que jugarán tres veces entre sí mediante el sistema todos contra todos, totalizando 33 partidos cada uno. Al término de las 33 jornadas los cuatro primeros clasificados pasarán a jugar los play-offs donde el club campeón junto al subcampeón, de cumplir con los requisitos establecidos, podrán participar en el Campeonato de Clubes de la CFU 2017. Por otra parte, los últimos clasificados descenderán a sus ligas de origen.

## Equipos participantes
| Pos.    | Equipo             | Ciudad       | Estadio                      | Capacidad |
| ------- | ------------------ | ------------ | ---------------------------- | --------- |
| C       | Arnett Gardens     | Kingston     | Anthony Spaulding Complex    | 7000      |
| S       | Montego Bay United | Montego Bay  | Catherine Hall Stadium       | 8000      |
| SF      | Waterhouse         | Kingston     | Waterhouse Stadium           | 5000      |
| SF      | Humble Lions       | Clarendon    | Effortville Community Centre | 1000      |
| 5       | Harbour View       | Kingston     | Harbour View Stadium         | 7000      |
| 6       | Tivoli Gardens     | Kingston     | Railway Oval                 | 3000      |
| 7       | Cavalier           | Kingston     | Stadium East Field           | 1000      |
| 8       | Boys' Town         | Kingston     | Collie Smith Drive Complex   | 2000      |
| 9       | Rivoli United      | Spanish Town | Prison Oval                  | 1500      |
| 10      | Reno FC            | Savannah     | Frome                        | 2000      |
| Lig. R. | UWI FC             | Kingston     | UWI Bowl                     | 2000      |
| Lig. R. | Portmore United    | Kingston     | Ferdie Neita Sports Complex  | 3000      |

### Ascensos y descensos
| Pos. | Ascendidos de Ligas regionales |
| ---- | ------------------------------ |
| LR   | UWI FC                         |
| LR   | Portmore United                |

| Pos. | Descendidos de Liga Premier Nacional 2014-15 |
| ---- | -------------------------------------------- |
| 11   | Sporting Central Academy                     |
| 12   | Barbican FC                                  |

## Tabla de posiciones
Actualizado el 14 de octubre de 2016.
| Pos. | Equipo             | PJ | PG | PE | PP | GF | GC | DG  | Pts. | Clasificado a    |
| ---- | ------------------ | -- | -- | -- | -- | -- | -- | --- | ---- | ---------------- |
| 1    | Portmore United    | 33 | 18 | 7  | 8  | 42 | 29 | +13 | 61   | Play-offs        |
| 2    | Arnett Gardens     | 33 | 18 | 6  | 9  | 49 | 29 | +20 | 60   | Play-offs        |
| 3    | Montego Bay United | 33 | 16 | 11 | 6  | 53 | 26 | +27 | 59   | Play-offs        |
| 4    | Humble Lions       | 33 | 13 | 11 | 9  | 30 | 27 | +3  | 50   | Play-offs        |
| 5    | UWI FC             | 33 | 13 | 10 | 10 | 39 | 41 | −2  | 49   |                  |
| 6    | Harbour View       | 33 | 10 | 13 | 10 | 39 | 34 | +5  | 43   |                  |
| 7    | Tivoli Gardens     | 33 | 12 | 7  | 14 | 39 | 40 | −1  | 43   |                  |
| 8    | Boys' Town         | 33 | 10 | 8  | 15 | 35 | 52 | −17 | 38   |                  |
| 9    | Waterhouse         | 33 | 8  | 10 | 15 | 32 | 40 | −8  | 34   |                  |
| 10   | Reno FC            | 33 | 7  | 13 | 13 | 35 | 54 | −19 | 34   |                  |
| 11   | Rivoli United      | 33 | 8  | 9  | 16 | 38 | 47 | −9  | 33   | Ligas Regionales |
| 12   | Cavalier           | 33 | 8  | 9  | 16 | 24 | 36 | −12 | 33   | Ligas Regionales |

## Play-offs
Actualizado el 14 de octubre de 2016.

### Semifinales
| Local           | Resultado | Visitante       | Fecha               | Estadio                      |
| --------------- | --------- | --------------- | ------------------- | ---------------------------- |
| Humble Lions    | 2-1       | Portmore United | 10 de abril de 2016 | Effortville Community Centre |
| Portmore United | 3-1       | Humble Lions    | 18 de abril de 2016 | Ferdie Neita Sports Complex  |

| Local              | Resultado | Visitante          | Fecha               | Estadio                   |
| ------------------ | --------- | ------------------ | ------------------- | ------------------------- |
| Montego Bay United | 2-1       | Arnett Gardens     | 11 de abril de 2016 | Catherine Hall Stadium    |
| Arnett Gardens     | 2-2       | Montego Bay United | 17 de abril de 2016 | Anthony Spaulding Complex |

### Final
| Local           | Resultado | Visitante          | Fecha             | Estadio                     |
| --------------- | --------- | ------------------ | ----------------- | --------------------------- |
| Portmore United | 1-2       | Montego Bay United | 1 de mayo de 2016 | Ferdie Neita Sports Complex |

Montego Bay United

Campeón